# Olympiska vinterspelen 2002
Olympiska vinterspelen 2002, de nittonde (XIX) olympiska vinterspelen, hölls i Salt Lake City i USA mellan 8 och 24 februari 2002. Spelens motto var Light The Fire Within (ungefär "Tänd elden inombords"). Salt Lake City blev den dittills största orten att hålla ett olympiskt vinterspel, för vid den tiden hade staden 1 516 227 invånare. Staden var 2010 den tredje största staden att ha arrangerat ett olympiskt vinterspel. Den varierande naturen vid Salt Lake City var unik för spelen. Strax väster om staden ligger en stor öken. OS 2002 var de första olympiska spelen för IOK:s nya ordförande Jacques Rogge. 
Salt Lake City blev utvald den 16 juni 1995 på den 104:e IOK-kongressen i Budapest i Ungern. De övriga städerna som gjorde anspråk på att få hålla i spelen var Québec, Sion och Östersund. Salt Lake City säkrade segern redan i första röstomgången med 54 av totalt 89 avgivna röster. I december 1998 avslöjade schweiziska IOK-medlemmen Marc Hodler mitt under en presskonferens att flera av IOK:s medlemmar hade tagit emot mutor för att rösta på Salt Lake City som värdstad. Detta gav till följd att flera av IOK:s medlemmar avgick och att reglerna ändrades för hur framtida omröstningar ska gå till. De två högst ansvariga för Salt Lake Citys OS-kampanj, Frank Joklik och Dave Johnson, tvingades avgå. Salt Lake City fick emellertid behålla spelen.
2002 kom skeleton tillbaka som OS-sport för första gången sedan vinterspelen 1948. Bland övriga sporter som introducerades finns bland annat tvåmansbob för damer. Säkerhetsarrangemangen var rigorösa efter 11 september-attackerna 2001. En av de mest osannolika guldmedaljerna i olympiska vinterspelen vanns i Salt Lake City av australiern Steven Bradbury. Han tog sig till final på 1000 m short track som siste man, tack vare en diskvalificering i semifinalen. I finalen låg Bradbury sist under hela loppet tills de fyra andra skridskoåkarna kolliderade så illa i sista kurvan att han ohotad kunde åka i mål som guldmedaljör.

## Val av arrangör
| Stad           | Land    | Omgång 1 |
| Salt Lake City | USA     | 54       |
| Sion           | Schweiz | 14       |
| Östersund      | Sverige | 14       |
| Québec         | Kanada  | 7        |

Totalt hade nio städer ansökt om att få anordna spelen; av dessa valde Internationella olympiska kommittén ut fyra officiella kandidater vilka utöver Salt Lake City var Québec i Kanada, Sion i Schweiz och Östersund i Sverige. Den 6 juni 1995 hade IOK samlats för sin 104:e kongress i Budapest i Ungern för att rösta fram arrangören för spelen 2002. För första gången sedan valet av värdstad för vinterspelen 1972 behövdes det bara en omgång för att välja arrangör. Salt Lake City vann en tveklös seger genom att få 54 av de 89 rösterna.
Skandalen kring Salt Lake Citys värdskap inleddes under 1998 med att Tom Welch, ordförande för organisationskommittén, tvingades bort från sin post efter att hans pågående otrohetsaffär hade avslöjats. Den nya ordföranden blev Frank Joklik. Han hade ett förflutet inom gruvbranschen, och hans attityd väckte missnöje bland medlemmarna i kommittén. Missnöjet ledde till att en av medlemmarna skickade ett anonymt brev till en journalist på en lokal TV-station där han avslöjade att det förekommit mutor. Historien fick ingen större publicitet förrän en annan journalist följde upp med ett telefonsamtal till den schweiziska IOK-medlemmen Marc Hodler, då historien bekräftades.
På en presskonferens den 12 december 1998 antydde Marc Hodler att röster hade varit till salu i samband med IOK:s omröstningar om värdstäder. Hodler syftade inte bestämt på valet av Salt Lake City utan menade att detta hade skett under de flesta omröstningarna under de senaste 10 åren. Mutorna skulle ha bestått av bland annat resor, kontanter, sjukvård, universitetsplatser och husdjur. Upplägget skulle ha kretsat kring framförallt fyra agenter som på uppdrag av Salt Lake City och tidigare ansökande städer skulle köpt röster av IOK-medlemmarna På julafton 1998 meddelade tidningen Los Angeles Times att Federal Bureau of Investigation inlett en undersökning mot organisationskommittén. Kommittén undersöktes då redan av både IOK och den amerikanska olympiska kommittén.
I svallvågorna efter skandalen höjdes röster för att den dåvarande ordföranden i IOK, Juan Antonio Samaranch, skulle avgå. Samaranch avfärdade dock alla avgångskrav under en presskonferens den 25 januari 1999, där han personligen utlovade att utrota alla tendenser till missbruk inom IOK. Samaranch erkände med tiden att han tagit emot ett jaktgevär värt cirka 10 000 svenska kronor. Även krav på att Salt Lake City skulle fråntas spelen förekom. Anita DeFrantz, viceordförande i IOK, klargjorde att ingen stad kunde ta över värdskapet med enbart 3 år kvar till starten av spelen, och att – vilket även många andra uttryckte – Salt Lake City vann spelen på sina meriter.
Både Tom Welch och hans kompanjon i ledningen, Dave Johnson, ställdes inför rätta för mutbrott. Båda friades av David Sam, distriktsdomare i Utah, som menade att de hade agerat oetiskt men inte olagligt. Fyra medlemmar i IOK avgick frivilligt och ytterligare sex stycken uteslöts under IOK:s kongress 17 mars 1999 i Lausanne. Under samma kongress hölls en förtroendeomröstning kring Samaranchs ordförandeskap i vilken han fick enbart två röster mot sig av sammanlagt 90.

## Invigning och avslutningsceremoni

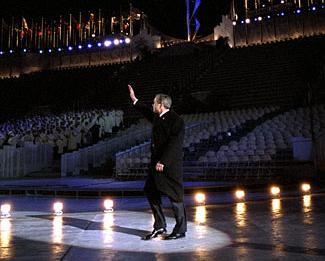
Den amerikanske presidenten George W. Bush under invigningen.

Invigningen hölls den 8 februari 2002 i Rice-Eccles Stadium. Den olympiska eden för deltagarna lästes av Jim Shea och för funktionärerna av Allen Church. Invigningen följdes av cirka 55 000 åskådare på plats och av uppskattningsvis tre miljarder tv-tittare. För första gången öppnades ett olympiskt vinterspel av en sittande amerikansk president, George W. Bush. Presidentens invigningstal kritiserades av delar av IOK för att den bröt den traditionella ton som talen brukar ha. Till exempel valde Bush att hylla USA som stolt värd av spelen före det klassiska öppnandet av spelen. Bush bröt från det uppsatta programmet och höll på eget initiativ ett tal om kopplingar mellan spelen och 11 september-attackerna, något IOK starkt hade motsatt sig. Under hans tal bars en trasig flagga från ruinerna i Ground zero in, vilket även det var en avvikelse från programmet. USA:s olympiska kommitté hade under en längre tid försökt få IOK att låta deras trupp marschera in med denna fana, men IOK hade även nekat detta. Under invigningen sjöng Grammy-vinnaren LeAnn Rimes spelens officiella sång, Light the Fire Within. Mormon Tabernacle Choir framförde den amerikanska nationalsången Star-Spangled Banner. Tillsammans med Utah Symphony Orchestra framförde de även det olympiska mottot, Citius, Altius, Fortius (snabbare, högre, starkare). John Williams komponerade spelens tema Call of the Champions, vilket var hans tredje tema för ett olympiskt spel samt det första till ett vinterspel.
På avslutningsceremonin spelade bandet KISS för sista gången med Ace Frehley i bandet. Övriga artister som framträdde var Earth, Wind & Fire, Harry Connick Jr., Bon Jovi och Gloria Estefan med flera. De tidigare olympiska vinterspelens avslutningsceremonier hade utmärkts av att den förre ordföraren i IOK Juan Antonio Samaranch hade avslutat sitt tal med att förklara spelen de bästa någonsin. Den nya ordföranden, Jacques Rogge, förde inte traditionen vidare utan valde istället att avsluta sitt tal med att kalla spelen felfria. Sedvanligt lämnades den olympiska flaggan över från Salt Lake Citys borgmästare Rocky Anderson till Sergio Chiamparino, borgmästaren för nästa värdstad Turin.

## Sporter

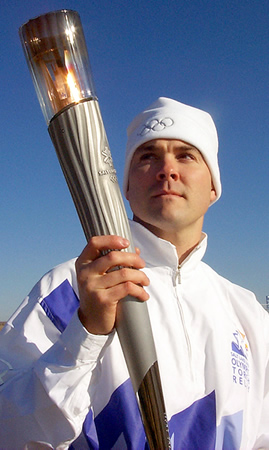
John Nowak med facklan

15 sporter (enligt IOK:s räknemodell) utövades under spelen.
| - Alpin skidåkning - Backhoppning - Bob - Curling - Freestyle - Hastighetsåkning på skridskor - Ishockey - Konståkning |  | - Längdskidåkning - Nordisk kombination - Rodel - Short track - Skeleton - Skidskytte - Snowboard |

 Alpin skidåkning 

Den alpina skidåkningen dominerades stort av Janica Kostelić, Kjetil André Aamodt och Stephan Eberharter. Kroatiskan Janica Kostelic vann guld i slalom, kombination och storslalom och ett silver i super-G. Norrmannen Kjetil Andre Aamodt dominerade kombinationen och super-G. Österrikaren Stephan Eberharter som vann silver i storslalom i senaste vinter-OS tog denna gång medalj i slalom, super-G och störtlopp. Brittiske bronsmedaljören i slalom Alain Baxter åkte fast för att ha använt det otillåtna preparatet metamfetamin och fråntogs sin medalj.
 Backhoppning 

I backhoppningstävlingarna vann schweizaren Simon Ammann oväntat de båda individuella gulden; Ammann hade tidigare inte ens vunnit en världscuptävling, och han vann gulden strax efter att ha genomgått en operation. Tyskland vann lag-guldet före Finland med en marginal på 0,01 poäng, tack vare Martin Schmitts sista hopp.
 Bob 

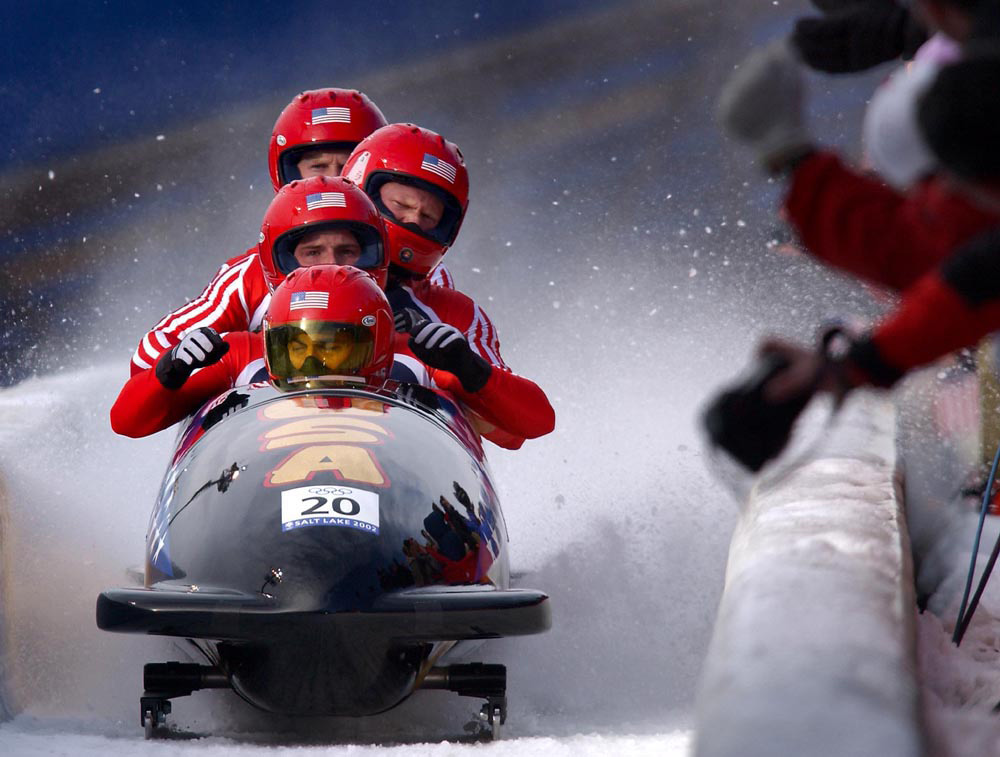
USA:s andralag i fyrmansbob

Detta var de första spelen då tävlingar i bob för damer fanns med på programmet; tävlingen vanns av amerikanskorna Jill Bakken och Vonetta Flowers medan Tyskland vann silver och brons. Flowers blev den första afroamerikanen att vinna en medalj i ett olympiskt vinterspel. I herrarnas tävlingar vann tyskarna guld i båda grenarna; i två-mans vann Schweiz de övriga medaljerna och i fyra-mans vann USA både silver och brons, något som innebar att landet vann medalj för första gången på 46 år.
 Curling 

På damsidan vann Storbritannien över Schweiz i finalen. Förhandsfavoriten Kanada vann bronset efter match mot USA. I herrarnas turnering vann Norge guld före Kanada med 7-6 efter en skiljeomgång; Schweiz vann bronset.
 Freestyle 

De amerikanska favoriterna Shannon Bahrke och Travis Mayer missade båda gulden i puckelpisten. Gulden gick istället till norskan Kari Traa och finländaren Janne Lahtela. Australiensiskan Alisa Camplin vann guld i damernas hopp och Tjecken Aleš Valenta vann herrarnas guld.
 Hastighetsåkning på skridskor 

Vid skridskotävlingarna i Utah Olympic Oval slogs flera världsrekord; efter tävlingarnas slut hade skridskovärlden sju nya världsrekord och nya olympiska rekord i samtliga grenar. Jochem Uytdehaage från Nederländerna vann två guld, på 10 000 meter och 5 000 meter, samt satte världsrekord på 10 000 meter som första man under 13 minuter. Claudia Pechstein vann också två guld, på 3 000 meter och 5 000 meter; det var hennes tredje OS-guld i rad på 5 000 meter.
Clara Hughes, som vann brons på 5 000 meter, blev den fjärde att vinna medalj i både olympiska sommar- och vinterspelen; hon hade sedan tidigare ett brons i bancykling från Atlanta 1996.
 Ishockey 

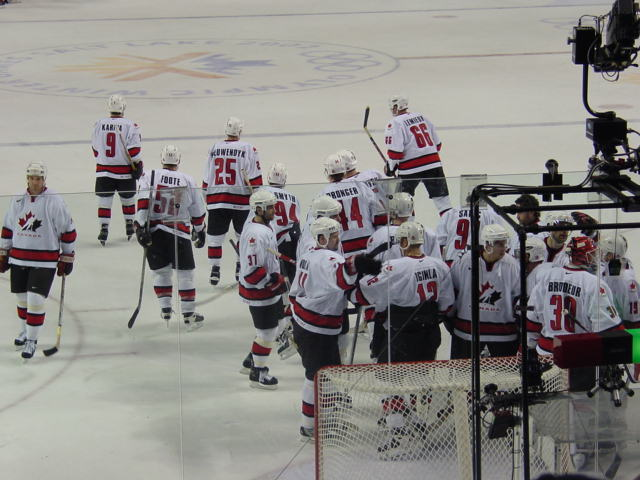
Kanadas herrlandslag.

På herrsidan bröt Kanada sin 50-åriga trend utan OS-guld i hockey genom att slå USA med 5-2 i finalen. Vitryssland, som gjorde sin bästa insats i OS-hockeyn hittills, gick överraskande till semifinal efter en seger på 4-3 över Sverige i kvartsfinalen, men förlorade semifinalen mot Kanada och bronsmatchen mot Ryssland. På damsidan vann också Kanada över USA i finalen. I bronsmatchen vann Sverige över Finland, därmed tog det svenska damhockeylandslaget sin första medalj i grenen någonsin.
 Konståkning 

En kontrovers uppstod i paråkningen, där det ryska paret vid tävlingens slut stod som vinnare, men en protest lämnades in då misstanke att det ryska paret vann guldet som en kompensation för förlorat guld i isdansen där guldet gick till Frankrike och Ryssland fick silver. Protesten resulterade i delat guld mellan Kanada och Ryssland. Den tidigare dömde affärsmannen Alimzjan Tochtachunov greps misstänkt för mutbrott, men släpptes igen. I damernas singel vann Sarah Hughes överraskande guld, förhandsfavoriten Michelle Kwan föll i sitt långa program och slutade trea. I herrarnas singel vann Aleksej Jagudin.
 Längdskidåkning 

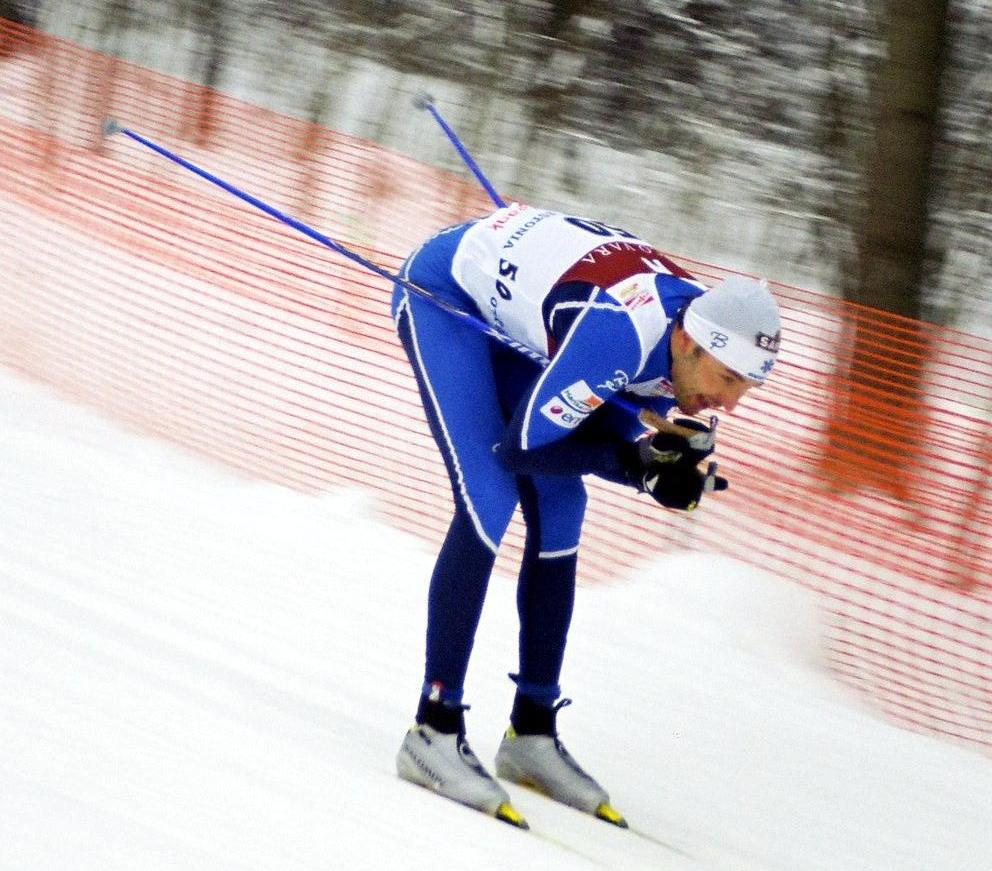
Andrus Veerpalu

En dopningsskandal utspelade sig inom längdskidåkningen med tillbakadragna medaljer och fem avstängda längdskidåkare. Ryskorna Larisa Lazutina, ett silver och ett guld, och Olga Danilova åkte fast för nesp, likaså gjorde Johann Mühlegg, Spanien, vars tre guldmedaljer drogs tillbaka. Även två österrikiska längdskidåkare blev avstängda från tävlandet.
Norge dominerade tävlingarna för övrigt med totalt elva medaljer, Bente Skari vann guld på 10 km klassisk stil, silver på stafetten och brons på 30 km fristil. Thomas Alsgaard vann guld på stafetten och silver på 20 km fristil. Estland tog sina första medaljer i olympiska vinterspelen genom Andrus Veerpalus guld och Jaak Maes brons på 15 km i klassisk stil. Sprint för både damer och herrar var för första gången med på det olympiska programmet.
 Nordisk kombination 

Sprint var ny gren i nordisk kombination. Finländaren Samppa Lajunen vann alla tre gulden i nordisk kombination, lag, sprint och gundersen. Lajunen blev den första idrottaren sedan 1988 att vinna tre guld vid ett spel.
 Rodel 

Tyskland tog 5 medaljer i Rodel, vilket var tre mer än USA som kom tvåa efter antalet medaljer. Tysklands Georg Hackl blev den första olympiern någonsin att vinna fem medaljer i samma individuella gren, när han vann silver. Etta kom italienaren Armin Zöggeler och trea blev österrikaren Markus Prock. Tyskorna tog hand om samtliga medaljer i damernas tävling genom Sylke Otto, Barbara Niedernhuber och Silke Kraushaar. I dubbeln blev det också tyskt guld genom Patric-Fritz Leitner och Alexander Resch. På andra respektive tredje plats slutade USA med Brian Martin och Mark Grimmette samt Chris Thorpe och Clay Ives. Spelens äldsta deltagare, Anne Abernathy från Amerikanska Jungfruöarna genomförde sitt femte olympiska spel vid en ålder av 48 år.
 Short track 

Både på dam- och på herrsidan infördes en ny distans, 1 500 meter. Australiensaren Steven Bradbury vann överraskande guld på herrarnas 1 000 meter, Bradbury kunde åka segrande över mållinjen efter att samtliga fyra åkare framför honom kraschat i sista kurvan. Kina vann sina första guld i olympiska vinterspelen genom att Yang Yang (A) vann damernas 1 000 meter och 500 meter.
 Skeleton 

Skeleton återvände till OS i dessa spel; sporten var senast med 1948 i Sankt Moritz. Jim Shea vann herrarnas singel. Amerikanskorna Tristan Gale och Lea Ann Parsley vann guld respektive silver i damernas singel. Irland fick sitt bästa resultat i olympiska vinterspelen genom en fjärdeplats av Clifton Wrottesley i herrarnas singel.
 Skidskytte 

På herrsidan vann norrmannen Ole Einar Bjørndalen samtliga fyra guld. På damsidan vann tyskan Kati Wilhelm tre guldmedaljer. Den kvarstående guldmedaljen delades mellan tyskan Andrea Henkel och ryskan Olga Pyelva. Jaktstart var med på programmet för första gången, 10 km för damer och 12,5 km för herrar.
 Snowboard 

USA vann samtliga medaljer i herrarnas halfpipe med Ross Powers, Danny Kass och Jarret Thomas. Richard Richardsson, Sverige, vann silver i parallellstorslalom.

## Anläggningar
I Utah Olympic Park fanns kälkanläggningen – där tävlingar i bob, rodel och skeleton hölls – och backhoppningsbacken, där nordisk kombination och backhoppning avgjordes. I Soldier Hollow låg skidspåren. Där utövades längdskidåkning, skidskytte och nordisk kombination. Ishockeyn spelades i Peaks Ice Arena och E Center som låg i Provo respektive West Valley City. Utah Olympic Oval låg i Kearns och stod som värd för tävlingarna i hastighetsåkning på skridskor. Curlingen hölls i The Ice Sheet Ogden, Utah med plats för 2000 åskådare.
I Delta Center, som var en av få sportanläggningarna som faktiskt låg i Salt Lake City, hölls short track, hastighetsåkning på skridskor och konståkning. På grund av policyn om ingen reklam fick namnet på "The Delta Center" ändras till "Salt Lake Ice Center", vilket fick en del besökare att bli förvirrade. Rice-Eccles Stadium låg också i Salt Lake City men användes enbart för invignings- och avslutningsceremonin. Den olympiska byn var också belägen i Salt Lake City, kring University of Utah. I Snowbasin kördes samtliga alpina discipliner förutom slalom och storslalom. Storslalomen hölls tillsammans med snowboard i Park City Mountain Resort och slalomen hölls med freestyle i Deer Valley.

## Medaljer
Guld- och silvermedaljen vägde 567 gram och var de tyngsta olympiska medaljerna dittills. Bronsmedaljen vägde 454 gram. För första gången i olympiska historien gjordes en särskild design för varje sport.
På framsidan av medaljerna kommer en idrottare ut ur eldflammor med en fackla i handen. Eldflammorna reser sig ur de olympiska ringarna. Spelens motto, Light the Fire Within, är inristat på medaljen. På medaljens baksida håller Nike, den grekiska segergudinnan, ett löv som symboliserar den grekiska olivkransen som segrarna av de antika spelen fick. Högst upp på medaljens framsida är spelens namn (XIX Olympic Winter Games) inristat och på motsvarande plats på baksidan är spelens symbol inristad.

## Facklan

Facklans väg genom USA

Facklan var gjord av lättglas (symboliserar vinter och is), gammalt silver (västern, rinnande vatten), väldigt blänkande silver (hjärtat, hastigheten hos idrottarna) och koppar (eld, passion, Utahs historia). Den var designad i formen av droppsten för att symbolisera vintersport och spelens motto Light the Fire Within. De silverfärgade skårorna på facklan var tänkt att ge känslan av ren is. För första gången var själva lågan innesluten i en glaskupa högst upp på facklan.
Facklan reste genom 46 av de 50 amerikanska delstaterna under 65 dagar och bars av över 11 500 olika personer. För första gången reste facklan genom Alaska. Facklan passerade samtliga amerikanska städer som tidigare arrangerat de olympiska spelen. Resan var drygt 22 000 kilometer lång och inleddes i Atlanta den 4 december 2001. Facklan tändes i Olympia i Grekland och flögs därifrån till USA. Facklan reste i genomsnitt 334 kilometer per 12-timmarsdag.
Vid invigningsceremonin fick USA:s herrlandslag i ishockey från olympiska vinterspelen 1980  i Lake Placid med Mike Eruzione i spetsen tända elden. Laget fick äran att tända elden eftersom de 1980 vann OS-guldet efter att ha slagit Sovjetunionen.

## Emblem och maskotar
Spelens emblem symboliserar en snökristall i färgerna gul, orange och blå. Under bilden, ovanför de olympiska ringarna, står texten Salt Lake 2002. Temat i emblemet är de grafiska elementen: kontrast, kultur och mod. Kontrast symboliserar Utahs landskap, från de snöiga bergen till de torra öknarna. Kultur representerar de olika kulturerna som gör regionen unik. Mod reflekterar idrottarnas anda, vilket ses som en väsentlig del av spelen. Utahs ursprungsbefolkning ville att emblemet skulle innehålla landskapet och traditionen från regionen, lika mycket som den olympiska andan, vilket detta tema gjorde. En version av emblemet har senare använts av Utah Athletic Foundation.
I september 1997 inleddes ett projekt för att välja maskotar för spelen. En grupp som hade i uppgift att välja en passande maskot gav det vinnande förslaget 80 procent av rösterna. IOK godkände maskotarna i december 1998. Tanken bakom maskotarna var att de skulle symbolisera det olympiska mottot Citius, Altius, Fortius (snabbare, högre, starkare). Med detta i baktanke valdes en nordamerikansk skogshare, en prärievarg och en svartbjörn. Maskotarna var ritade av den brittiske tecknaren Steve Small, som även har tecknat bland annat Disneys Herkules.

## Dopningsfall
- Alpin skidåkning Alain Baxter,  Storbritannien. Metamfetamin. Han fråntogs sin bronsmedalj i herrarnas slalom.[39]
- Längdskidåkning, Olga Danilova Ryssland. Nesp [40]
- Längdskidåkning, Larisa Lazutina Ryssland. Nesp. Hon fråntogs guldmedaljen och silvermedaljen.[40]
- Längdskidåkning Marc Mayer,  Österrike. Blodtransfusion.[41]
- Längdskidåkning Johann Mühlegg,  Spanien. Nesp. Han fråntogs sina tre guldmedaljer.[40]
- Ishockey Vasilij Pankov,  Vitryssland. Nandrolon.[39]
- Längdskidåkning Achim Walcher,  Österrike. Blodtransfusion.[41]

## Medaljfördelning

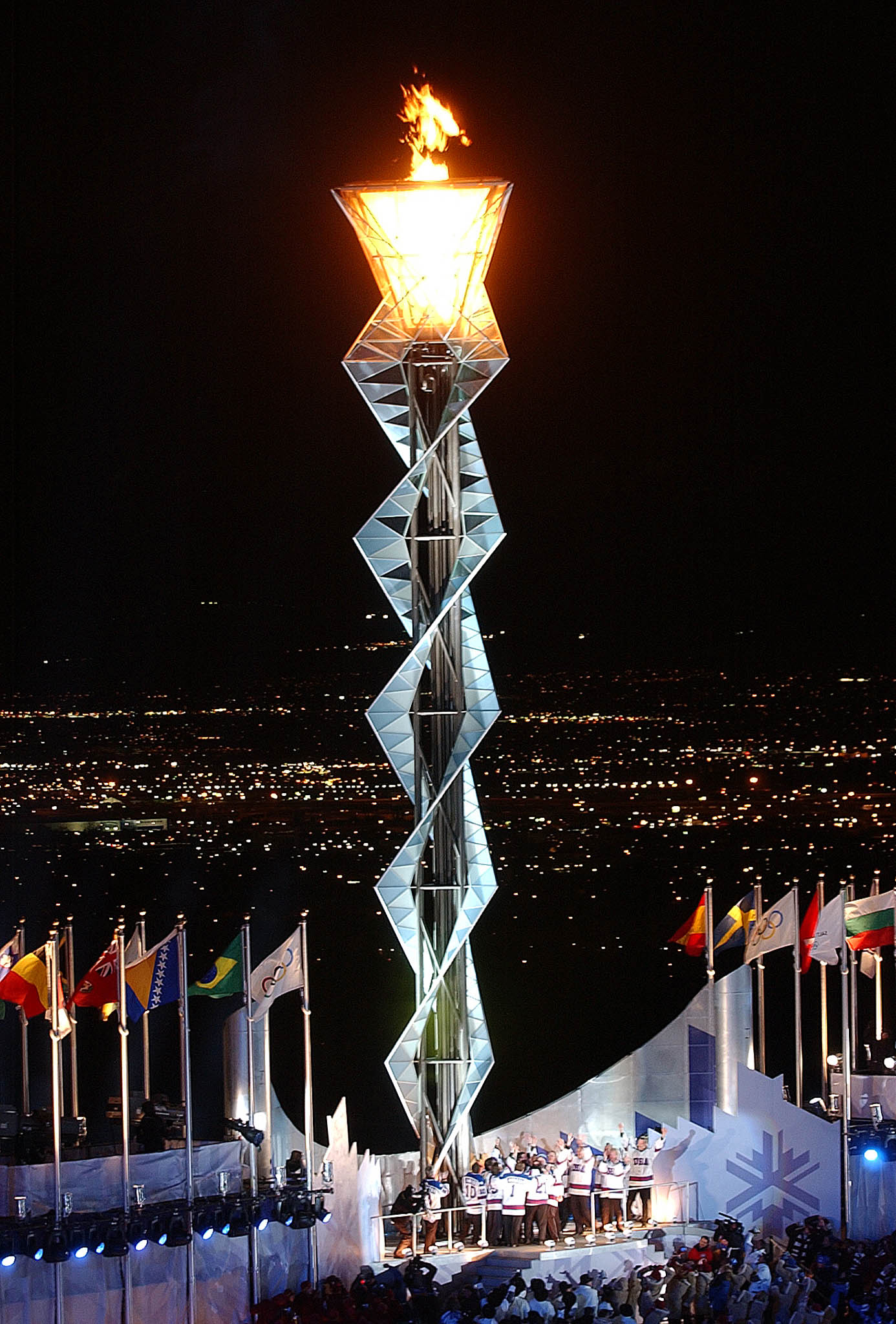
Den olympiska elden

Se hela tabellerna på Medaljfördelning vid olympiska vinterspelen 2002.

### Nationell medaljfördelning
24 nationer tog en eller flera medaljer. Norge var andra nation någonsin, efter Sovjetunionen 1976, att vinna 13 guld vid ett olympiskt vinterspel. Enbart ett land har vunnit fler, nämligen Kanada med 14 guld vid hemma-OS 2010.
      Värdnation (USA)
| Plac. | Land          | Guld | Silver | Brons | Totalt antal medaljer | Placering efter antal medaljer |
| ----- | ------------- | ---- | ------ | ----- | --------------------- | ------------------------------ |
| 1.    | Norge         | 13   | 5      | 7     | 25                    | 3                              |
| 2.    | Tyskland      | 12   | 16     | 8     | 36                    | 1                              |
| 3.    | USA           | 10   | 13     | 11    | 34                    | 2                              |
| 4.    | Kanada        | 7    | 3      | 7     | 17                    | 4                              |
| 5.    | Ryssland      | 5    | 4      | 4     | 13                    | 6                              |
| 6.    | Frankrike     | 4    | 5      | 2     | 11                    | 8                              |
| 7.    | Italien       | 4    | 4      | 5     | 13                    | 6                              |
| 8.    | Finland       | 4    | 2      | 1     | 7                     | 12                             |
| 9.    | Nederländerna | 3    | 5      | 0     | 8                     | 10                             |
| 10.   | Österrike     | 3    | 4      | 10    | 17                    | 4                              |

### Individuell medaljfördelning
Sammanlagt tog 55 idrottare mer än en medalj.
| Plac. | Namn                  | Guld | Silver | Brons | Antal medaljer |
| ----- | --------------------- | ---- | ------ | ----- | -------------- |
| 1.    | Ole Einar Bjørndalen  | 4    | 0      | 0     | 4              |
| 2.    | Janica Kostelić       | 3    | 1      | 0     | 4              |
| 3.    | Samppa Lajunen        | 3    | 0      | 0     | 3              |
| 4.    | Kati Wilhelm          | 2    | 1      | 0     | 3              |
| 5.    | Yang Yang             | 2    | 1      | 0     | 3              |
| 6.    | Jochem Uytdehaage     | 2    | 1      | 0     | 3              |
| 7.    | Frode Estil           | 2    | 1      | 0     | 3              |
| 8.    | Marc Gagnon           | 2    | 0      | 1     | 3              |
| 9.    | Stefania Belmondo     | 1    | 1      | 1     | 3              |
| 10.   | Bente Skari Martinsen | 1    | 1      | 1     | 3              |

## Deltagande nationer

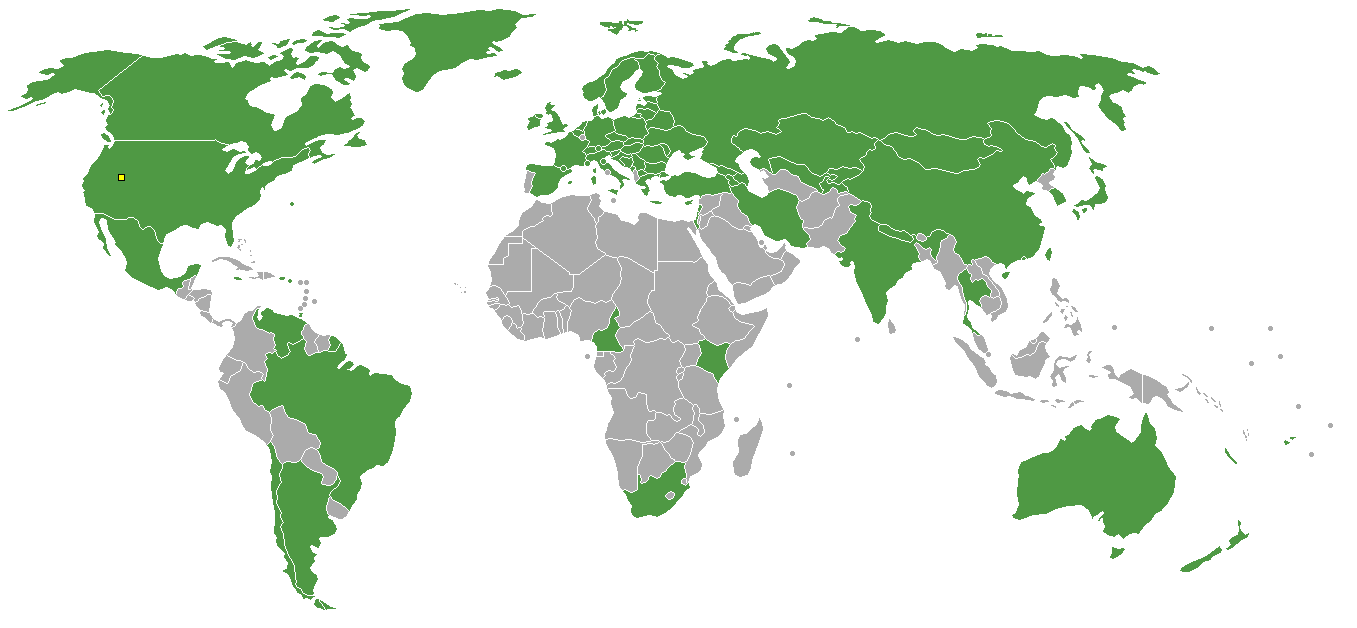
Deltagande länder markerade i grönt

77 olympiska kommittéer skickade deltagare till Salt Lake City. För Kamerun, Hong Kong, Nepal, Tadzjikistan och Thailand var det de första olympiska vinterspelen.
| - Amerikanska Jungfruöarna - Andorra - Argentina - Armenien - Australien - Azerbajdzjan - Belgien - Bermuda - Bosnien och Hercegovina - Brasilien - Bulgarien - Chile - Costa Rica - Cypern - Danmark - Estland - Finland - Fiji - Frankrike - Georgien | - Grekland - Hongkong - Indien - Iran - Irland - Island - Israel - Italien - Jamaica - Japan - FR Jugoslavien - Kanada - Kazakstan - Kamerun - Kenya - Kina - Kinesiska Taipei - Kirgizistan - Kroatien - Lettland | - Libanon - Liechtenstein - Litauen - Makedonien - Mexiko - Moldavien - Monaco - Mongoliet - Nederländerna - Nepal - Norge - Nya Zeeland - Polen - Rumänien - Ryssland - San Marino - Schweiz - Slovakien - Slovenien | - Spanien - Storbritannien - Sverige - Sydafrika - Sydkorea - Tadzjikistan - Trinidad och Tobago - Thailand - Tjeckien - Turkiet - Tyskland - Ukraina - Ungern - USA - Uzbekistan - Venezuela - Vitryssland - Österrike |

## Kalender
Sammanlagt avgjordes 78 grenar. Varje blå box representerar en tävling, exempelvis ett kval, den dagen. De gula boxarna representerar en prisutdelning för en sport. Siffran i boxen representerar antalet finaler som hölls den dagen.
| Tävling              |
| Grenfinal            |
| Öppningsceremonin    |
| Avslutningsceremonin |

| Februari                      | 8 | 9 | 10 | 11 | 12 | 13 | 14 | 15 | 16 | 17 | 18 | 19 | 20 | 21 | 22 | 23 | 24 |
| ----------------------------- | - | - | -- | -- | -- | -- | -- | -- | -- | -- | -- | -- | -- | -- | -- | -- | -- |
| Ceremonier                    |   |   |    |    |    |    |    |    |    |    |    |    |    |    |    |    |    |
| Skidskytte                    |   |   |    | 2  |    | 2  |    | 2  |    |    | 1  |    | 1  |    |    |    |    |
| Bob                           |   |   |    |    |    |    |    |    |    | 1  |    | 1  |    |    |    | 1  |    |
| Curling                       |   |   |    |    |    |    |    |    |    |    |    |    |    | 1  | 1  |    |    |
| Ishockey                      |   |   |    |    |    |    |    |    |    |    |    |    |    | 1  |    |    | 1  |
| Konståkning                   |   |   |    | 1  |    |    | 1  |    |    |    | 1  |    |    | 1  |    |    |    |
| Längdskidåkning               |   | 2 |    | 2  |    |    | 1  | 1  | 1  |    |    | 2  | 1  |    |    | 1  | 1  |
| Nordisk kombination           |   |   |    | 1  |    |    |    | 1  |    |    |    |    |    |    | 1  |    |    |
| Rodel                         |   |   |    | 1  |    | 1  |    | 1  |    |    |    |    |    |    |    |    |    |
| Hastighetsåkning på skridskor |   | 1 | 1  |    |    |    |    |    | 1  | 1  |    | 1  |    |    | 1  | 1  |    |
| Short track                   |   |   |    |    |    | 1  |    |    | 2  |    |    |    | 2  |    |    | 3  |    |
| Alpin skidåkning              |   |   | 1  | 1  |    | 1  | 1  | 1  |    | 1  |    |    | 1  | 1  | 1  | 1  |    |
| Freestyle                     |   | 1 |    |    | 1  |    |    |    |    |    | 1  | 1  |    |    |    |    |    |
| Backhoppning                  |   |   | 1  |    |    | 1  |    |    |    |    | 1  |    |    |    |    |    |    |
| Skeleton                      |   |   |    |    |    |    |    |    |    |    | 1  |    | 1  |    |    |    |    |
| Snowboard                     |   |   | 1  | 1  |    |    |    | 2  |    |    |    |    |    |    |    |    |    |
| Februari                      | 8 | 9 | 10 | 11 | 12 | 13 | 14 | 15 | 16 | 17 | 18 | 19 | 20 | 21 | 22 | 23 | 24 |